# Hexatoma monroviae
Hexatoma monroviae är en tvåvingeart som först beskrevs av Alexander 1930.  Hexatoma monroviae ingår i släktet Hexatoma och familjen småharkrankar.
Artens utbredningsområde är Liberia. Inga underarter finns listade i Catalogue of Life.